# Мельбурнська старша школа
Мельбурнська старша школа — державна школа для обдарованих хлопчиків від Year 9 to Year 12 (термін освіти, відповідає віку від 14-15 років до 17-18 років), розташована у Мельбурні, Вікторія, Австралія.
Школу було засновано 1905 році, вона стала першим подібним закладом у Вікторії.